# 9273 Schloerb
9273 Schloerb eller 1979 QW3 är en asteroid i huvudbältet som upptäcktes den 22 augusti 1979 av den svenske astronomen Claes-Ingvar Lagerkvist vid La Silla-observatoriet i Chile. Den är uppkallad efter den amerikanske astronomen Frederick P. Schloerb.
Asteroiden har en diameter på ungefär 6 kilometer.